# Judas Iscariote
Pour les articles homonymes, voir Judas (homonymie).
Judas Iscariote (ou Iscariot, ou Iscarioth) est, selon la tradition chrétienne, l'un des douze apôtres de Jésus de Nazareth. Selon les évangiles canoniques, Judas a facilité l'arrestation de Jésus par les grands prêtres de Jérusalem, qui le menèrent ensuite devant Ponce Pilate. Il figure à travers l'histoire l'archétype du traître.

## Nom de Judas Iscariote

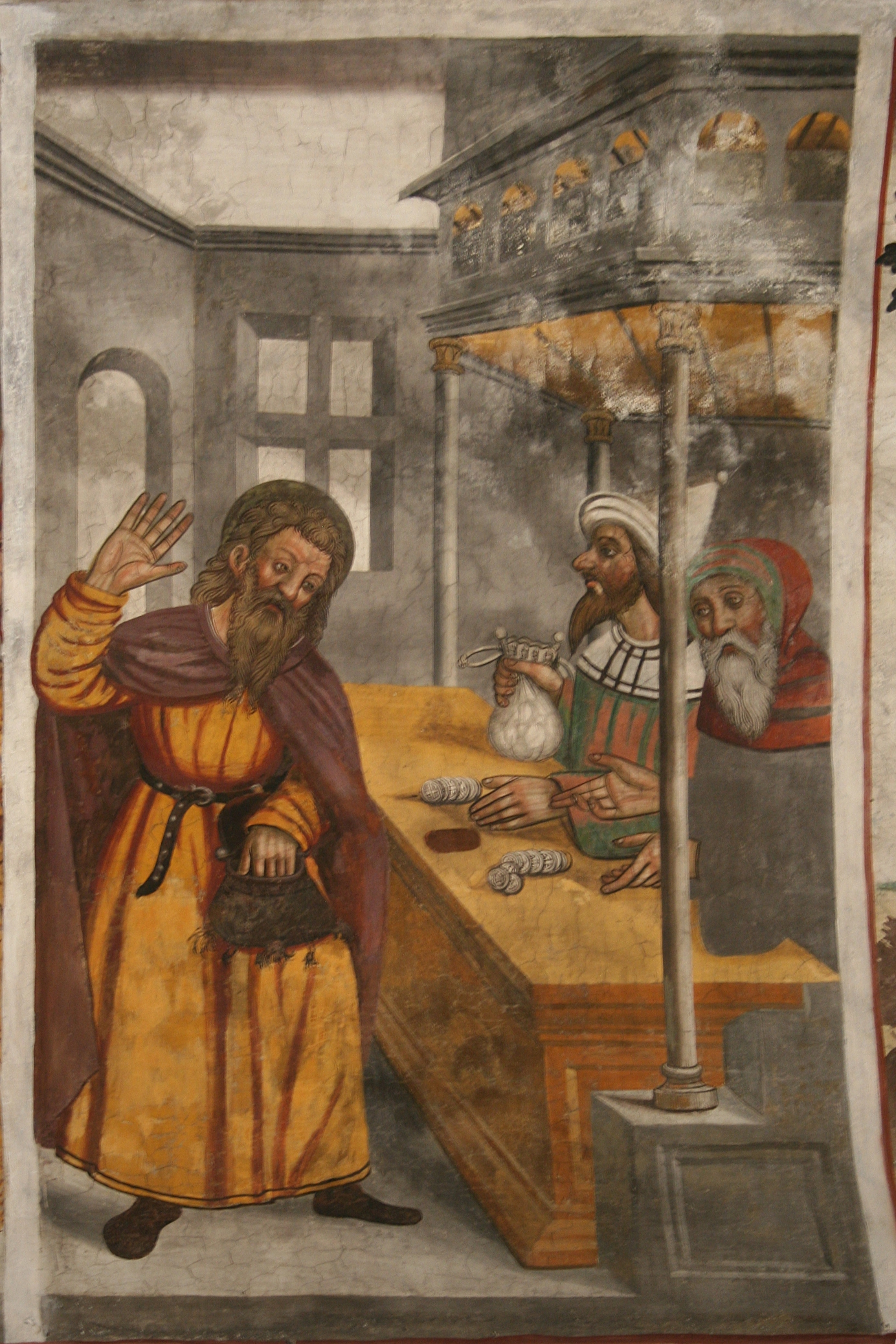
Les trente deniers de Judas (fresque du XVIe siècle). Comme souvent, Judas est vêtu de jaune “terne”, couleur traditionnelle, au Moyen-Âge, de la trahison (entre autres).

### «Judas» et «Jude»
Dans le Nouveau Testament, le nom de Judas (en grec : Ὶούδας, Ioudas) est la forme habituelle du prénom hébreu Yehudah (hébreu יְהוּדָה), qui est attribué par le Tanakh à Juda, quatrième fils de Jacob et initiateur de la vente de Joseph par ses frères, pour vingt pièces d'argent. Ce prénom est extrêmement courant parmi les hommes juifs du premier siècle de notre ère, en hommage au héros Judas Maccabée. De nombreux personnages portant ce nom sont mentionnés au long du Nouveau Testament, dont l'apôtre Judas Thaddée ainsi qu'un Jude ou Judas  parmi les frères de Jésus (Mt 13:55),, ou encore « Jude Didyme Thomas », c'est-à-dire l'apôtre Thomas tel qu'il est appelé dans l'Évangile selon Thomas ainsi que dans l'Évangile selon Jean.
Judas Isacriote n'apparaît que six fois dans les évangiles canoniques. Les autres Judas dans les évangiles sont de préférence nommés « Jude » par les traducteurs afin d'éviter la confusion avec « le traître Judas »,.

### «Iscariote»
La signification du surnom « Iscariote » (Ὶσκάριωθ ou Ὶσκαριώτης) fait débat. L'explication traditionnelle est que ce nom (Iskariôth, transcription grecque de l'hébreu איש־קריות,  ’îsh qriyôt) aurait été donné à Judas car il était un homme (îsh) de la ville de Qeriyyot, localité du pays de Juda, , dont parle le Livre de Josué 15:25, soit un Judéen. Toutefois, l'existence de cette ville de Qeriyyot du IXe siècle av. J.-C. n'est pas attestée à l'époque de Jésus. D'autre part, la formulation n'est pas la formulation habituelle « Judas de Qeriyyot », mais « Judas de la population de Qeriyyot », formulation dont l'usage n'est attesté nulle part ailleurs. Les étymologistes et les spécialistes de l'onomastique ont donc de sérieux doutes à ce sujet. Simon Claude Mimouni estime d'autant plus difficile de penser qu'« Iscarioth » soit une référence à ce village de Judée que, dans l'Évangile des Ébionites, un texte presque contemporain aux évangiles synoptiques, il est précisé que Judas est d'origine galiléenne comme tous les autres apôtres.
Une autre hypothèse a été émise. Son nom pourrait être la forme sémitisée de l'épithète latine sicarius, en considérant que le « i » a été placé devant le surnom pour lui donner une forme sémitique. En latin, le mot sicarius signifie le « porteur de dague ». Dans la Peshitta, version araméenne des évangiles, il est appelé Judas sikariot, « Sicaire » étant probablement un nom péjoratif pour désigner les Juifs révoltés contre le pouvoir romain comme les zélotes, les Galiléens et autres « brigands » ou « bandits » (lestai en grec). 
« Sur la trahison de Judas et sur sa mort, les seules informations que l'on ait proviennent de sources chrétiennes ». « L'historicité de ce personnage [...] reste fragile et ne se fonde sur aucune certitude historique » selon Simon Claude Mimouni. C'est également l'avis du théologien Jean-Pierre Lémonon. En effet, les récits de la mort de Jésus dans les évangiles (ou récits de la Passion) « sont destinés à l'édification des fidèles lors des pratiques liturgiques » et n'ont pas été conçus comme des documents historiques.

## Éléments biographiques

### Trahison de Judas

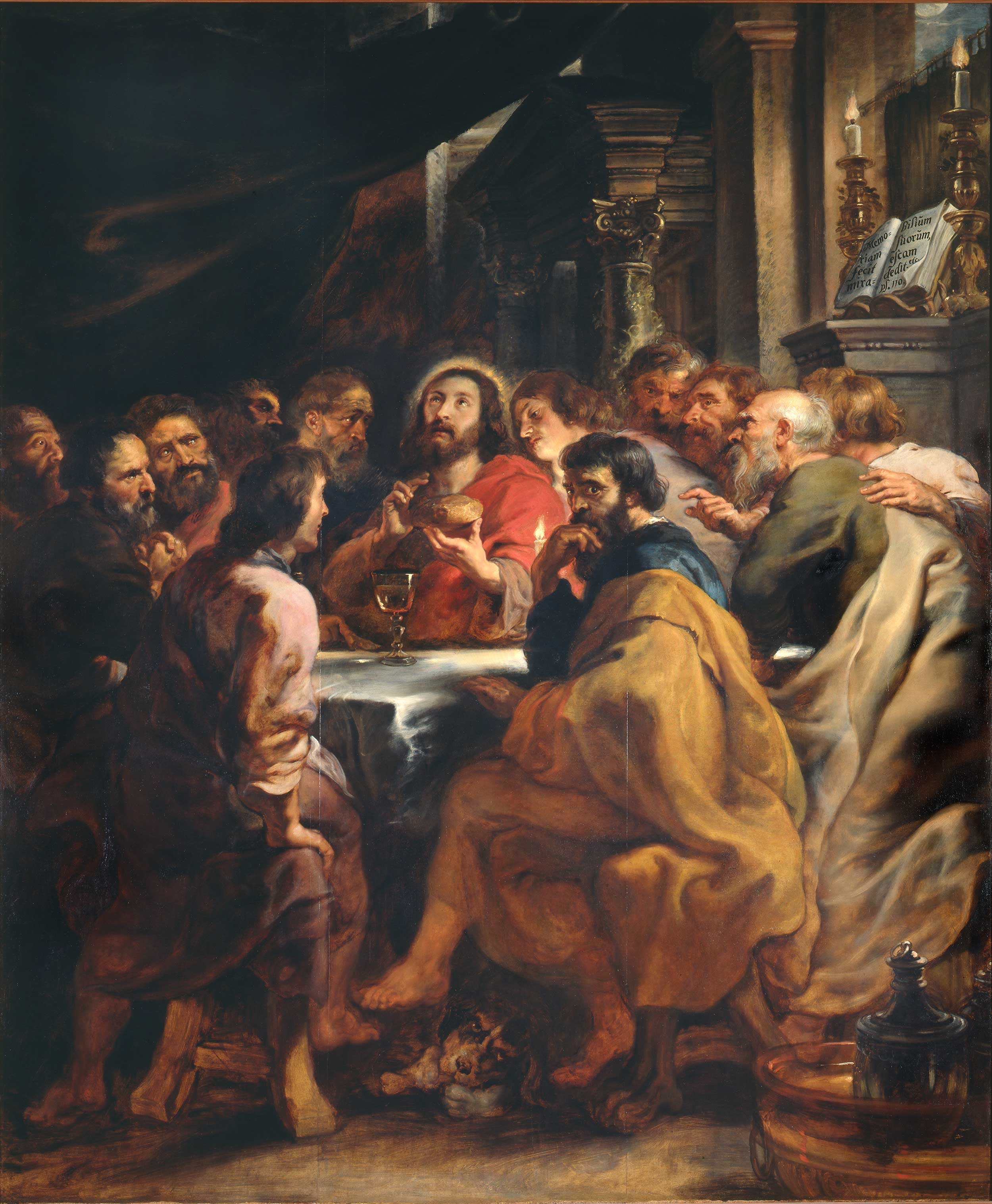
Judas regarde le spectateur dans La Cène de Rubens. Judas est encore vêtu de jaune.

D'après l'évangile selon Matthieu, Judas, qui assurait le rôle de trésorier, livre Jésus aux grands prêtres de Jérusalem, et obtient pour cela trente pièces d'argent (les « deniers de Judas ») (30 est la valeur numérique de יהודה, Yéhudah, « Judas » en hébreu). Dans les évangiles synoptiques, Jésus se trouvait au jardin de Gethsémani quand Judas le désigne aux gardes en l'embrassant.
Le Sanhédrin, rassemblant les autorités religieuses juives, et favorable au gouvernement colonial romain, condamna Jésus à mort (Matt. 26, 65-66), puis le mena devant Pilate, gouverneur romain de Judée.

### Mort de Judas

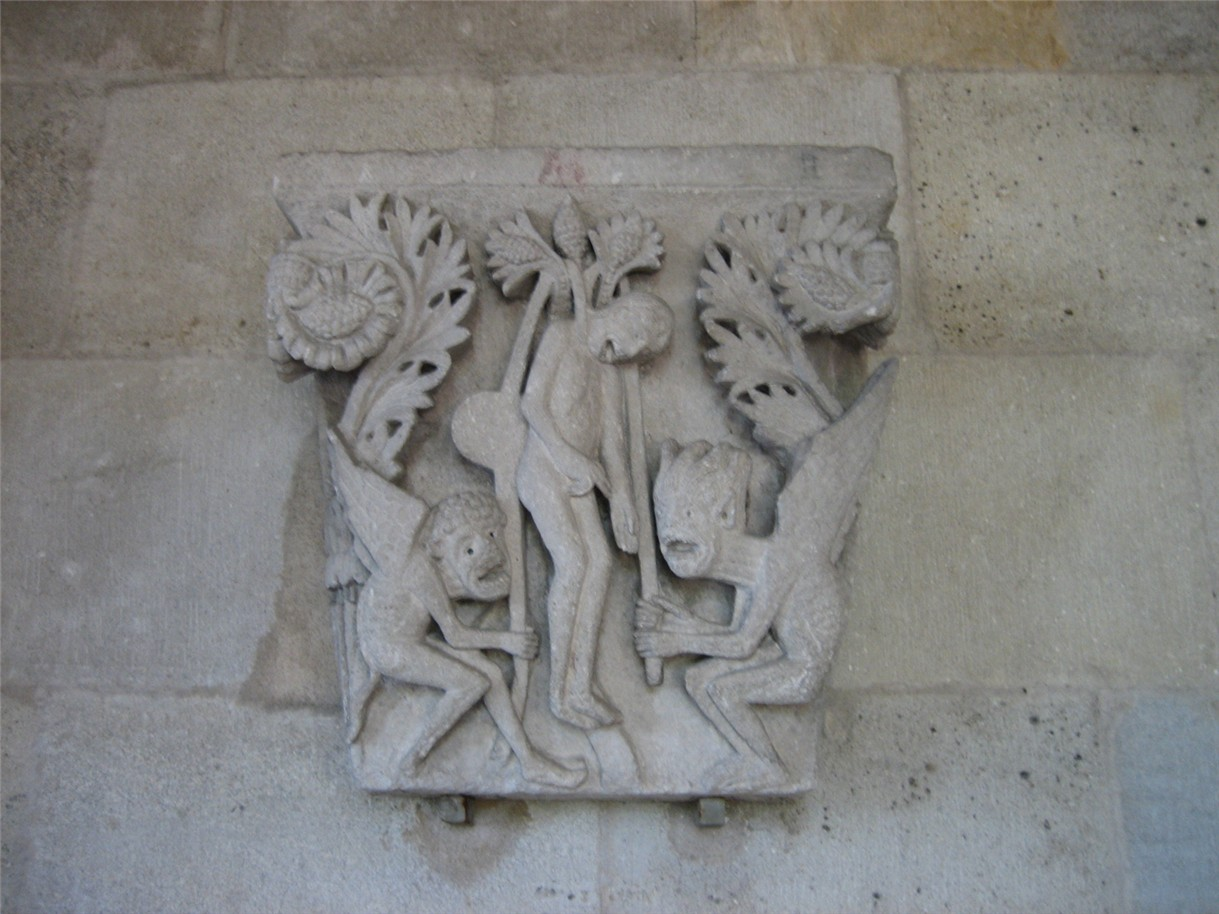
Relief de la cathédrale Saint-Lazare d'Autun. La pendaison de Judas.

Dans l'Évangile selon Matthieu, Judas meurt peu de temps après la condamnation de Jésus : « Pris de remords, il rapporta les pièces d'argent aux grands prêtres et aux anciens, en disant : j'ai péché en livrant un sang innocent [...]. Alors, il se retira en jetant l'argent du côté du sanctuaire et alla se pendre ».
Les Actes des Apôtres (1, 18) indiquent  : « Cet homme, ayant acquis un champ avec le salaire du crime, est tombé, s'est rompu par le milieu du corps, et toutes ses entrailles se sont répandues ». Le champ acquis par Judas avec les deniers, ou bien acquis par des prêtres ayant récupéré l'argent jeté dans le sanctuaire, se nomme Haqeldemah (« Le Champ du Sang », en araméen).
Ces deux textes se complètent sans se contredire, certains experts affirmant qu’il se serait pendu dans un champ au bord d’un précipice, la corde s’étant par la suite rompue d’où la chute , « Matthieu apportant la méthode, Luc apportant la fin ».

## Traditions ultérieures

### Gnosticisme
L’Évangile de Judas est un évangile gnostique sensiblement daté du IIe siècle et déclaré apocryphe au IIIe siècle par la Grande Église. Il relate une discussion où Jésus demande à Judas de le débarrasser de son enveloppe charnelle. Dans l'Évangile de Judas, Judas est celui qui a été choisi par Jésus pour l'aider à mourir en allant signaler sa présence aux Romains afin que son sacrifice puisse avoir lieu. Cet évangile présente Judas comme le disciple ultime et pose une relation de complicité et d'amitié entre les deux personnages, et non une relation fondée sur la tromperie, comme le font les évangiles canoniques.

### Christianisme
D'après une scholie d'Apollinaire de Laodicée (qu'on retrouve peut-être dans un texte de Théophylacte), vers 130, Papias d'Hiérapolis connaissait une autre tradition sur la mort de Judas, devenu tellement enflé qu'il ne pouvait plus passer là où une charrette passait aisément et qui finit écrasé par ladite charrette en répandant ses boyaux dans la rue[pas clair] !
La Légende dorée du dominicain Jacques de Voragine (1228-1298) rapporte la même tradition concernant la mort de Judas, relayée par Eusèbe de Césarée qui cite Papias d'Hiérapolis, reprise plus tard par Euthyme Zigabène (mort vers 1120) et Théophylacte d'Ohrid (mort après 1126) : Judas aurait survécu à sa pendaison, mais serait devenu affreusement hydropique et aurait fini écrasé par un char, pour ensuite, selon ce dernier, « se retrouver au ciel ». Pierre le Chantre (mort en 1197) explique pour sa part que Judas aurait accepté l'argent pour des raisons honorables, sa famille étant dans le besoin.
La damnation de Judas est évoquée surtout à partir du XIIe siècle, qui voit fleurir les Vitae du traître du Nouveau Testament. Sa condamnation et sa prédestination ont été plutôt rejetées par les Pères de l’Église et les premiers conciles. Toutefois, au cours des trois premiers siècles de l'Église primitive, ceux qui défendaient le salut de Judas étaient déclarés hérétiques. De même, le Catéchisme du concile de Trente, écrit au XVIe siècle, contient trois passages enseignant explicitement que Judas n’a pas profité de la Rédemption et qu’il a perdu son âme.
Cela étant, la majeure partie des théologiens considère aujourd'hui que ce n'est pas tant la trahison de Judas qui est en cause, car elle est pardonnable puisque pour tout péché, miséricorde, pour peu qu'il y ait au moins un début de regret. Mais le problème est surtout le suicide de Judas qui, dans ce cas précis, marque un refus de l'espérance, donc de la miséricorde et du pardon.

## Interprétations modernes: réécriture d'épisodes de la Bible hébraïque
Figure controversée dans l'historiographie chrétienne, pour Jean-Pierre Lémonon, Judas « reste une figure évanescente dont l'historicité peut à bon droit susciter le doute tant il ne paraît exister que pour sa place dans l'économie du Salut ».

### Personnage traditionnel du traître

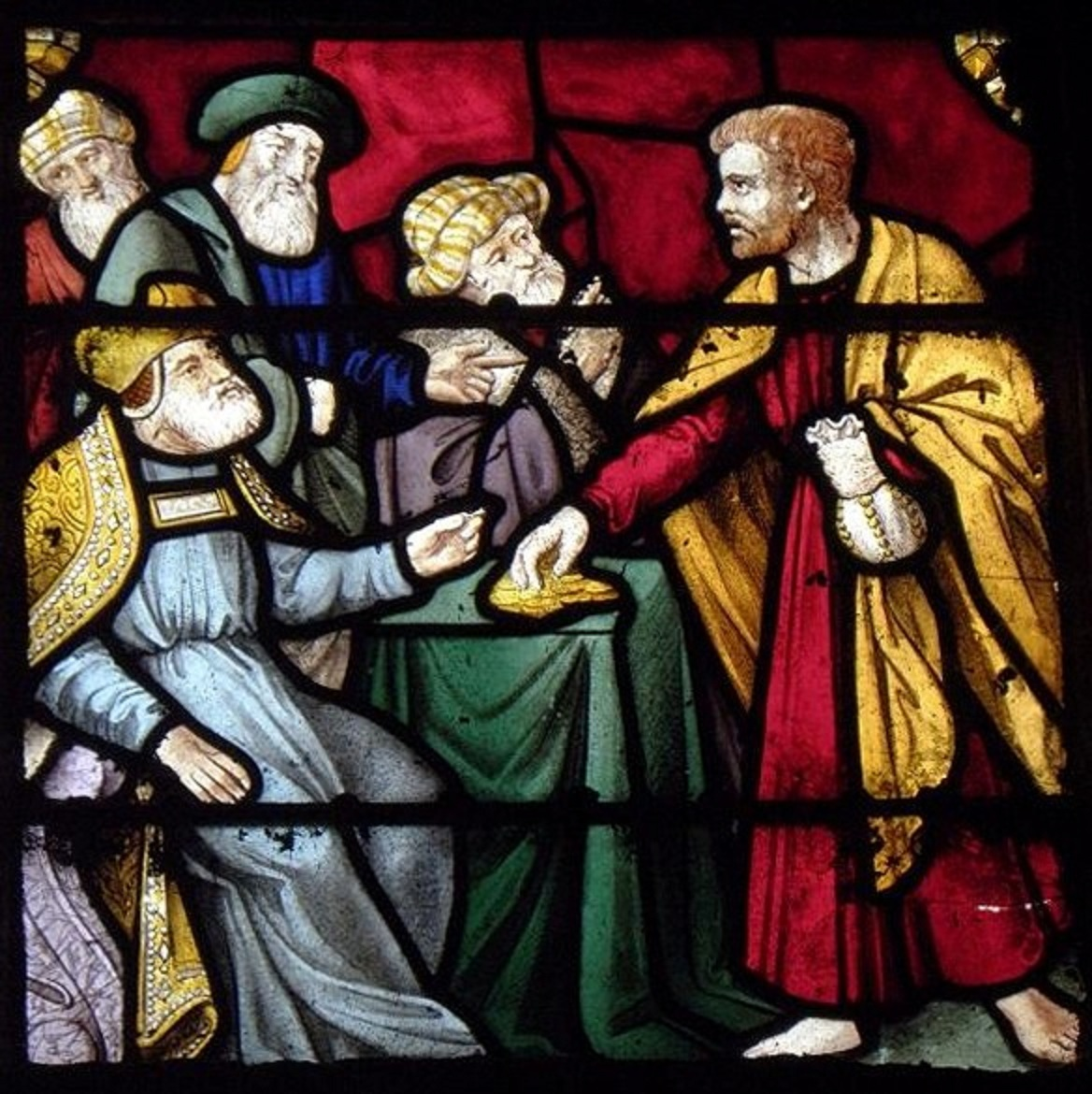
Dans l'iconographie chrétienne, et principalement sur les vitraux, Judas le traître, toujours vêtu de jaune, est présenté comme roux à partir du XIe siècle (Trahison de Judas recevant les trente deniers, maîtresse-vitre de l'église Saint-Ouen des Iffs).

Paul, qui écrit ses épîtres dans les années 50, ne semble pas avoir la moindre idée de l'identité de celui qui a trahi Jésus. Une vingtaine d'années après la mort de Jésus, il se contente d'écrire : « Dans la nuit où le Seigneur a été livré [aux autorités]… » 
« Le mauvais serviteur qui vole son maître, l'ami qui le trahit, est un midrash [en l'occurrence, une sorte de parabole] provenant du Psaume 41, 10-11 », selon S. C. Mimouni.
Cette fonction de traître est traditionnellement interprétée de trois manières différentes : d'un point de vue théologique, la trahison et la crucifixion sont un plan conçu par Dieu pour le salut universel et la rémission des péchés de l'espèce humaine ; d'un point de vue psychologique, la trahison de Judas s'explique d'après l'évangile selon Matthieu par sa cupidité mais cette explication reste boiteuse car trente deniers représentent une somme assez maigre ; d'un point de vue historique, Judas, patriote déçu par la « passivité de Jésus », l'aurait livré afin de provoquer une révolution armée contre l'occupant romain, sans pour autant faire de Judas un « zélote », terme anachronique au temps de Jésus.

### Mention de Satan
« La mention que Satan a pénétré dans Judas [par exemple dans Luc, 22, 3 ; Jn, 13, 27] provient sans doute de Zacharie 3, 1-2 - pratiquement un des seuls récits vétéro-testamentaire où apparaît Satan ».

### Trente deniers

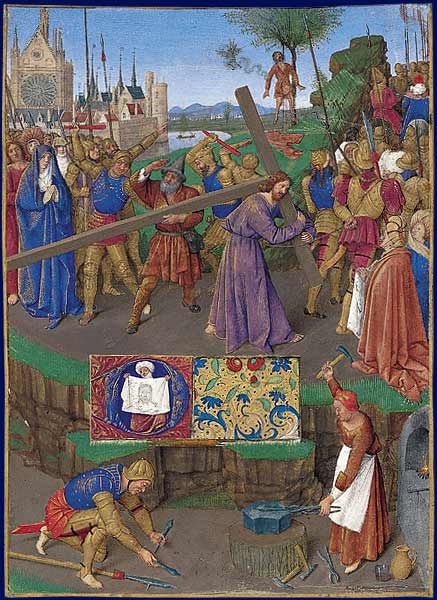
Différentes iconographies (ici le Portement de croix de Jean Fouquet, 1452-1460) montrent Judas pendu par ses cheveux, son cou ou ses pieds à un arbre, une poutre ou un sureau, plante parasitée par l'oreille de Judas (champignon appelé aussi « oreille du juif » ou « oreille du diable ») que la tradition chrétienne a entouré d'une aura maléfique.

L'épisode des trente pièces d'argent remises à Judas semble, lui, découler de Zacharie 11, 12.
La trahison pour les 30 deniers renverrait à la vente de Joseph pour 20 pièces d'argent.

### Genre littéraire du midrash
« La forme propre au contexte culturel et religieux des deux évangélistes qui ont donné le plus de détails sur Judas, Matthieu et Jean, renvoie au midrash - c'est-à-dire au commentaire exégétique, en forme de récit, du texte sacré - : de la sorte, le personnage de Judas se voit recomposé selon des données tirées de la Bible ou de ses commentaires midrashiques ». Judas aurait donc été transcrit selon un genre littéraire en usage dans le judaïsme. Ainsi selon le cinéaste Paul Verhoeven, le récit de la trahison de Judas serait adapté d'un épisode de la biographie de David relaté dans le Deuxième Livre de Samuel : Jésus a été livré par Judas comme le roi David a été trahi par son fidèle conseiller Achitophel ; les deux voient clair dans le cœur de leur ennemi, mais s'abandonnent à la volonté de Dieu. Dans ces circonstances, le vassal de David, Ittaï, lui jure fidélité, comme Pierre le fait avec Jésus. Les lieux sont identiques (passage par le Mont des Oliviers). Au dénouement, les deux traîtres, Achitofel et Judas, se suicident, etc.

## Judas dans l'histoire de l'antijudaïsme chrétien
« Judas est une des pièces maîtresses du dossier de l'antijudaïsme chrétien », selon l'historien S.C. Mimouni. « La présence de Judas dans l’arsenal des armes de l’antisémitisme moderne mériterait à elle seule de faire l’objet d’un livre », selon (en) en:Hans-Josef_Klauck.

### Fonction du personnage

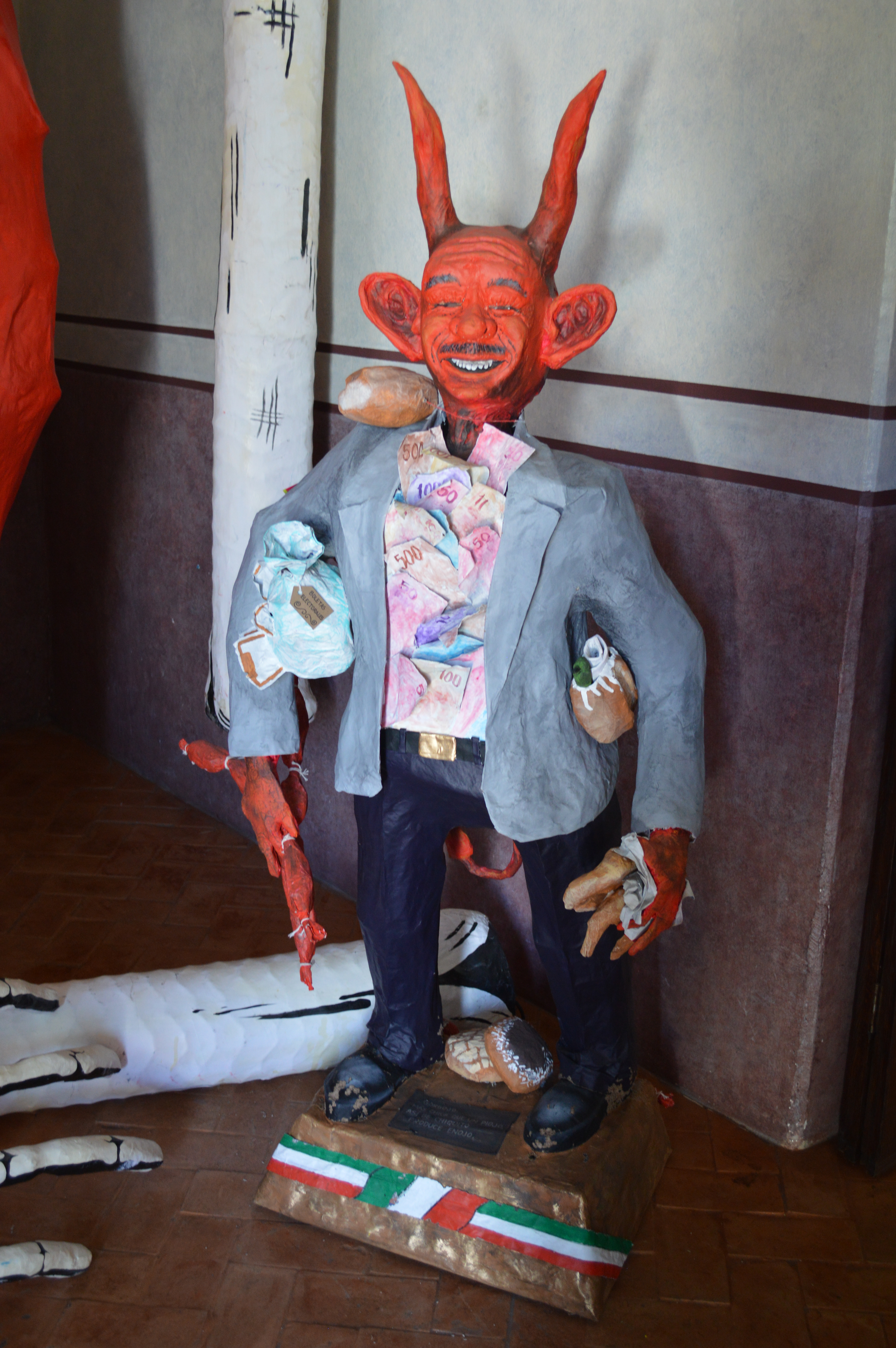
Figure traditionnelle de Judas (rouge, cornu, queuté, aux oreilles démesurées, tapissé de billets de banque et portant des bourses d'argent) au Musée du jouet traditionnel à Aguascalientes (Mexique).

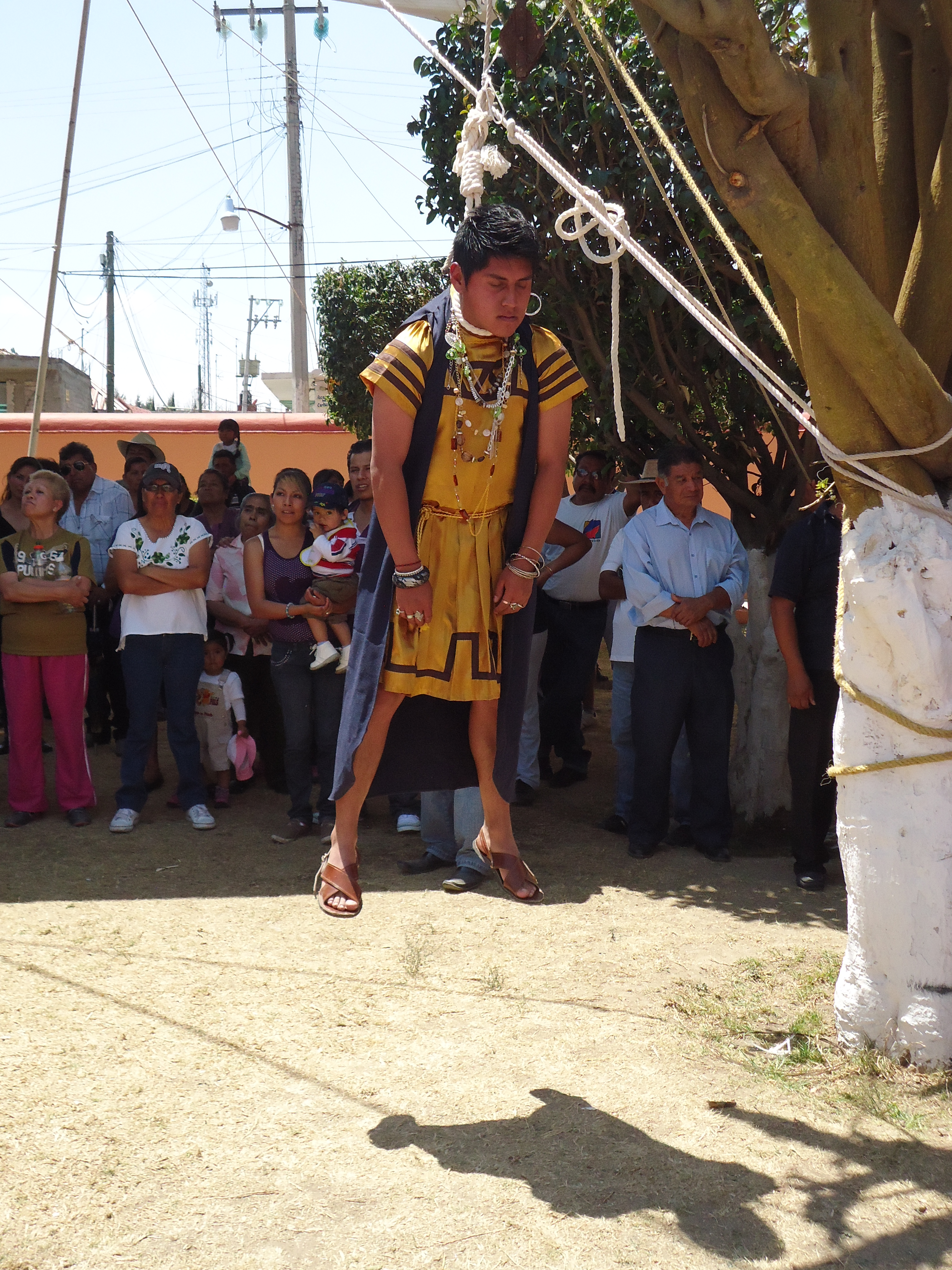
Pendaison de Judas, habillé de jaune, pour ses péchés lors d'une reconstitution théâtrale à San Simon Texcoco au Mexique (2013)

Judas est devenu l'archétype du traître dans la culture chrétienne et son nom même passe dans l'usage commun. Le dictionnaire Littré renvoie dans l'article « traître » à l'expression « Traître comme Judas : se dit d'un homme qui, sous le masque de l'amitié, trahit de la manière la plus cruelle ». L'expression « baiser de Judas » désigne un baiser de traître. Au deuxième sens de ce mot, c'est une ouverture ou un système optique aménagés dans une porte, pour voir ce qui se passe de l'autre côté sans être vu.
« Si la tradition s'est focalisée sur ce personnage, c'est à des fins très précises, car il est bien évident qu'on ne s'étend pas sur un traître sans raison. Cette question trouve peut-être sa solution dans la formule souvent reprise dans les évangiles pour désigner Judas comme « l'un des Douze » (Mc 14, 10.43). Ce groupe des Douze aux yeux de la tradition est le signe des douze tribus [d'Israël] : il symbolise l'annonce d'un nouvel Israël en construction. Or l'événement de la mort de Jésus, qui dément en quelque sorte cette annonce, est ainsi attribué à la trahison de Judas, un des Douze - de la sorte, ce personnage représente symboliquement ceux qui refusent de reconnaître Jésus dans sa messianité, on lui attribue la mort de Jésus. En bref et en clair, le personnage de Judas symbolise l'ensemble des Judéens qui ont refusé de reconnaître en Jésus le Messie attendu par Israël. »
« De Judas à Judaeus [Judéen en latin] ou à Ioudaios [Judéen en grec], il n'y a qu'un pas qui semble avoir été franchi allègrement, bien que rien dans les premiers textes chrétiens ne permette de le franchir". C'est à partir du IIIe siècle que l'on trouve le thème des "Judéens aimant Judas", dans le Contre les Judéens du Pseudo-Cyprien. »
Judas est le seul des apôtres à être un Judéen, alors que les onze autres sont des Galiléens. Le fait que ce nom soit porté par celui qui a trahi Jésus pour de l'argent a, par amalgame chrétien, un lien avec les accusations de déicide et de vénalité dont  les Juifs ont été victimes au cours des siècles.

### Bûcher de Judas

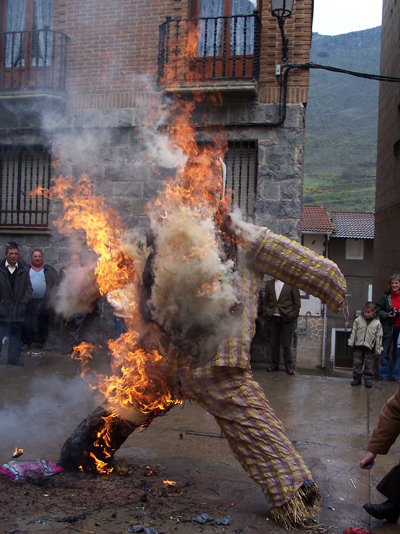
Incendie d'un Judas en pyjama rayé sur la Plaza Mayor, le dimanche de Pâques à Anguiano en Espagne (2016).

Le bûcher de Judas est une pratique traditionnelle datant du Moyen Âge, suivie durant les fêtes des Pâques chrétiennes dans la péninsule ibérique, puis diffusée en Amérique latine. Cette tradition festive est également observée en Europe centrale et reste pratiquée dans plusieurs pays européens et américains. Elle consiste à insulter et battre dans la rue une poupée de taille humaine représentant Judas Iscariote, et à y mettre le feu en public. Outre la crémation, d'autres mauvais traitements sur les effigies de Judas incluent la pendaison, la lapidation, la flagellation, le lynchage et l'explosion de pétards.
Ces festivités ont parfois suscité des manifestations antisémites au préjudice des populations juives locales.

### Textes
Jean Chrysostome (IVe siècle) se répand en invectives contre l’Iscariote à de nombreuses reprises et en particulier dans deux sermons consacrés à la trahison de Judas et dans son Discours contre les juifs. Il brosse le portrait d’un être cupide et veule, qui trahit son maître pour de l’argent et symbolise tous les Juifs qui ont condamné Jésus. Son jugement, accablant au regard de l’histoire, est sans appel. À partir de Jean Chrysostome, une tradition s’ouvre, qui associe trahison et judéité. On la retrouve dans les Passions, mais aussi dans l’art qui dépeint Judas sous des traits hideux.
Maurice Barrès assimile Alfred Dreyfus, officier juif soupçonné à tort de trahison au profit de l'Allemagne, à la figure néo-testamentaire de Judas, dans « La Parade de Judas ».
Joseph Goebbels, proche d'Adolf Hitler et un des responsables les plus puissants du IIIe Reich, écrit en 1918 une pièce en vers (non publiée mais conservée à Coblence) de cinq tableaux sur Judas.

### Le mot «traître»
Le spécialiste en sciences du langage Alain Rabatel préfère à « traître », qui qualifie traditionnellement Judas, la traduction plus conforme au texte de « donneur », celui de l’agent du don (celui par qui le Fils de l’Homme est livré). « Cette traduction, conforme à l’original, est à tous égards fondamentale, tant l’interprétation dominante de la trahison de Judas a alimenté un antisémitisme religieux à l’égard du peuple déicide » non conforme aux textes.
Ainsi, propose-t-il qu’on se garde « de parler du « traître » Judas, ou que là où ils paraissent inévitables, on mette au moins les mots « traître », « trahir », « trahison » entre guillemets, et que dans la mesure du possible on explique dans une note que ces mots ne saisissent pas la réalité historique mais expriment seulement une interprétation douteuse d’auteurs du christianisme primitif ».

## Judas dans l'art

### Iconographie
L'attribut de Judas est la bourse d'argent. Dans l'iconographie, Judas porte une bourse qui représente non seulement sa charge de trésorier au sein de la communauté des apôtres, mais aussi et surtout le salaire de sa trahison et sa cupidité. Sur La Cène de Léonard de Vinci, Judas est représenté tenant une bourse dans sa main droite.
Dans l'iconographie classique, Judas est souvent représenté vêtu de jaune, comme c'est notamment le cas chez Rubens ou Giotto. C'est en particulier de cet état de fait que découle l'association du jaune et de la notion de traîtrise, - et l'assignation aux Juifs à partir du Moyen Age de cette couleur de l'infamie.

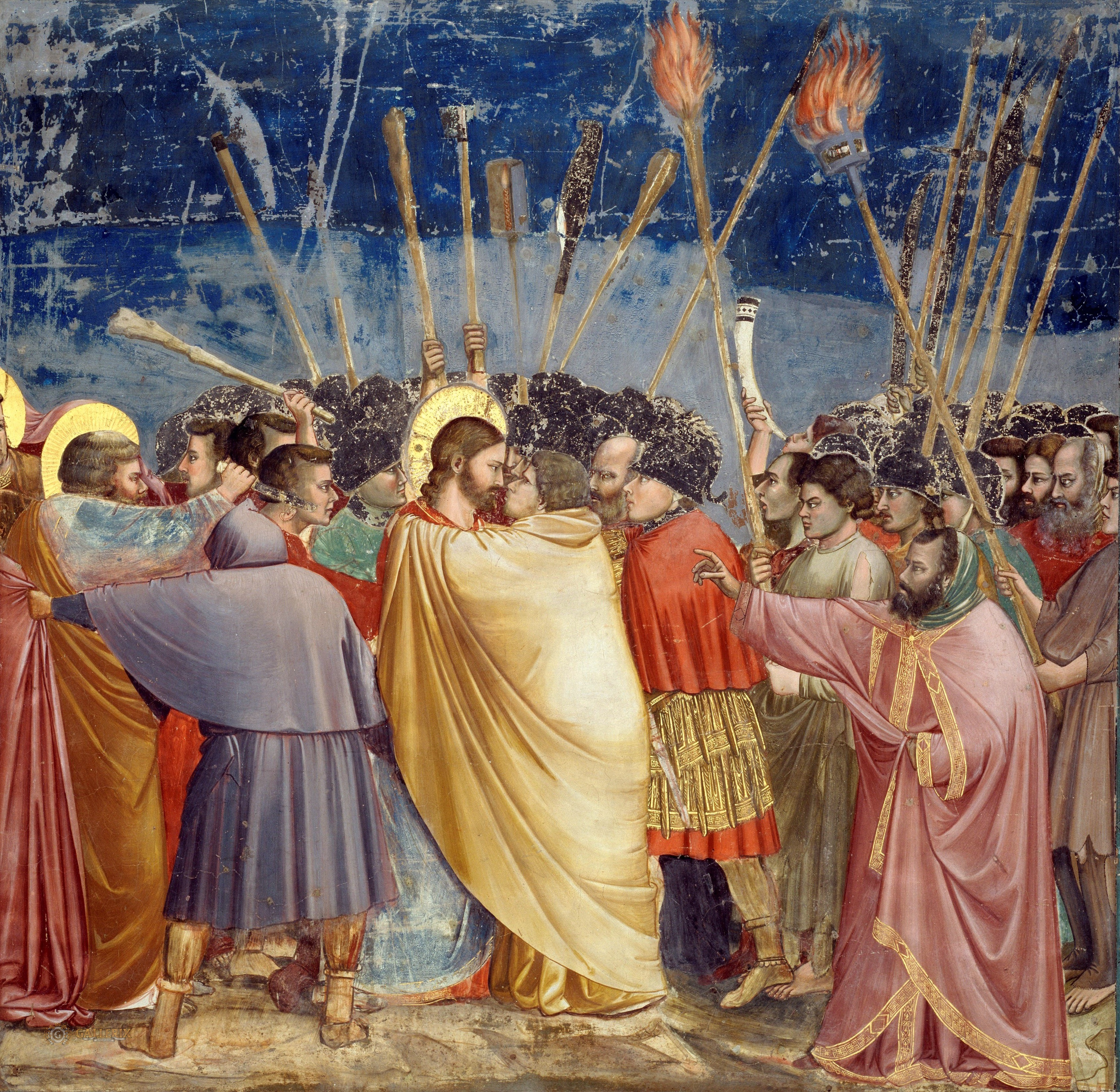
Giotto di Bondone, Le Baiser de Judas chapelle des Scrovegni à Padoue, (vers 1305)[N 1]
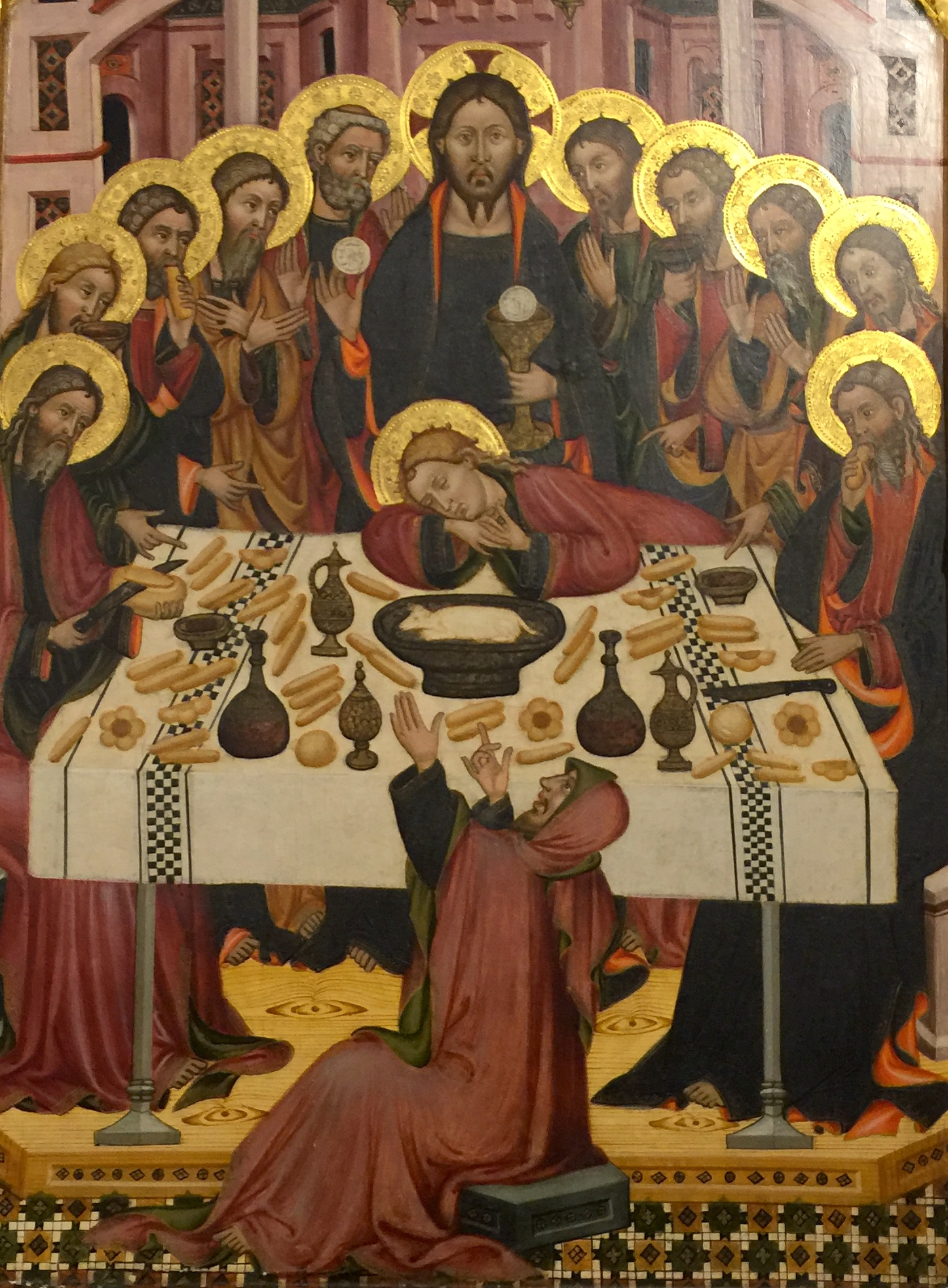
Llorenç Saragossà, retable de l'Eucharistie (détail), église de Villahermosa del Río, (vers 1385)
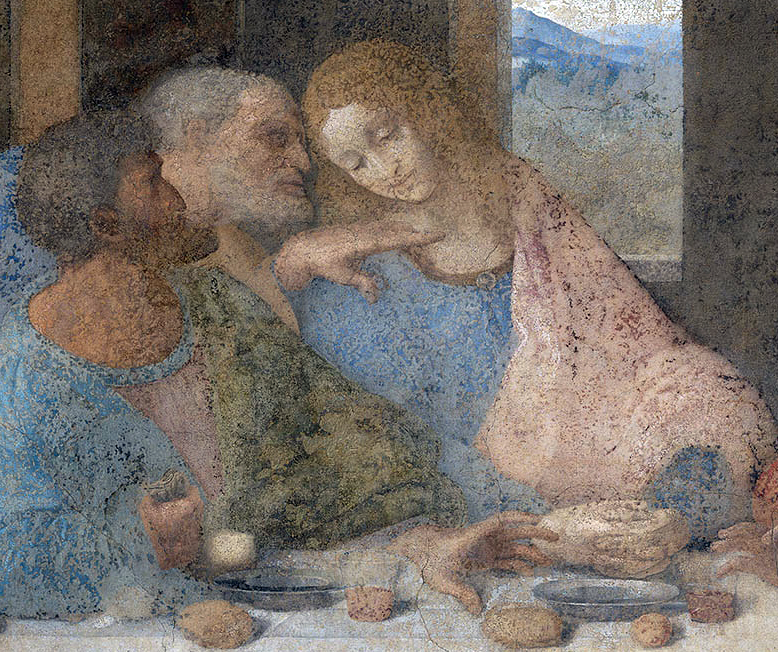
Leonard de Vinci, La Cène (détail) : « Judas tenant la bourse des 30 deniers », église Santa Maria delle Grazie à Milan (vers 1497)
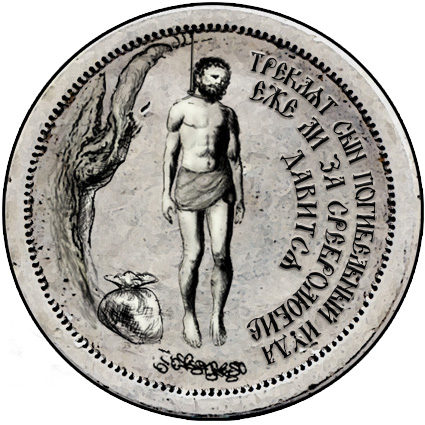
Médaille russe de l'Ordre de Judas avec l'inscription : « Le fils du périssable Judas est anéanti par cupidité » (1709)

### Romans

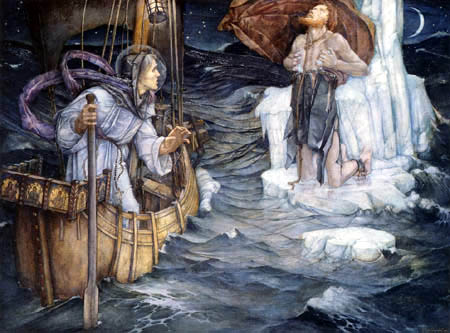
Dans le Voyage de saint Brendan, le moine rencontre Judas puni en enfer, sauf le dimanche où l'apôtre peut savourer ce jour perché sur son rocher (transformé en iceberg dans les poèmes de Matthew Arnold et Rudyard Kipling).

- Thomas de Quincey dans Judas Iscariote et autres essais (1883) tente une réhabilitation en faisant agir sciemment Judas pour accomplir le destin d'un Christ hésitant[51].
- Ferdinando Petruccelli della Gattina, dans Les Mémoires de Judas (1867), le décrit comme un révolutionnaire qui se bat contre l'oppression romaine.
- Jorge Luis Borges, dans sa nouvelle « Trois versions de Judas » (in Fictions, Folio, 1944), imagine un théologien danois du XIXe siècle dont la thèse était que Dieu s'était fait homme jusqu'à l'infamie, Judas étant en fait le fils de Dieu, et non pas le Christ...
- Leo Perutz, dans son roman Le Judas de Léonard, avance l'hypothèse que Judas a trahi Jésus par orgueil : s'apercevant qu'il l'aimait plus que tout, il n'a pas supporté d'être dépendant de quelqu'un au point de s'oublier lui-même.
- Giuseppe Berto, Évangile selon Judas, trad. de l'italien par René de Ceccaty, 1982 (titre original, La Gloria, 1978) ; dans ce roman, « Judas devine l'attraction que la mort exerce sur son maître » ; il s'aperçoit que « Jésus se rapproche de lui chaque fois que son désir de mort se fait lancinant »[52].
- Jean Ferniot en fait un martyr dans Saint Judas (1984).
- Pierre Bourgeade dans son roman Mémoires de Judas (1985) lui fait accepter de livrer Jésus pour accomplir l'Écriture.
- Dominique Reznikoff: Judas Iscariote. Arles (Actes Sud) 1993
- José Saramago, dans son roman l'Évangile selon Jésus-Christ (O Evangelho segundo Jesus Cristo, 1991) évoque le fait que c'est à la demande de Jésus lui-même que Judas, le disciple dont il était le plus proche et qui avait le plus confiance en lui, l'a dénoncé. Éric-Emmanuel Schmitt, dans son roman épistolaire L'Évangile selon Pilate (2001), reprend cette idée de José Saramago.
- Amos Oz, Judas (2014).
- James P. Blaylock, Le dernier denier (1988).Leolane Kemner, Trente deniers (2015).

### Poésie
Dans la Divine Comédie, œuvre composée, selon la critique, entre 1307 et 1321, Dante situe Judas dans le neuvième cercle de l'Enfer réservé aux traîtres et lui attribue le pire châtiment : être éternellement dévoré par Satan.

### Théâtre
- Karol Hubert Rostworowski : "Judasz z Kariothu", pièce de théâtre de 1913.
- Pierre Bost et Claude-André Puget : Un nommé Judas[53], pièce de théâtre de 1954.
- Marcel Pagnol, Judas, pièce de théâtre de 1955.

### Musique

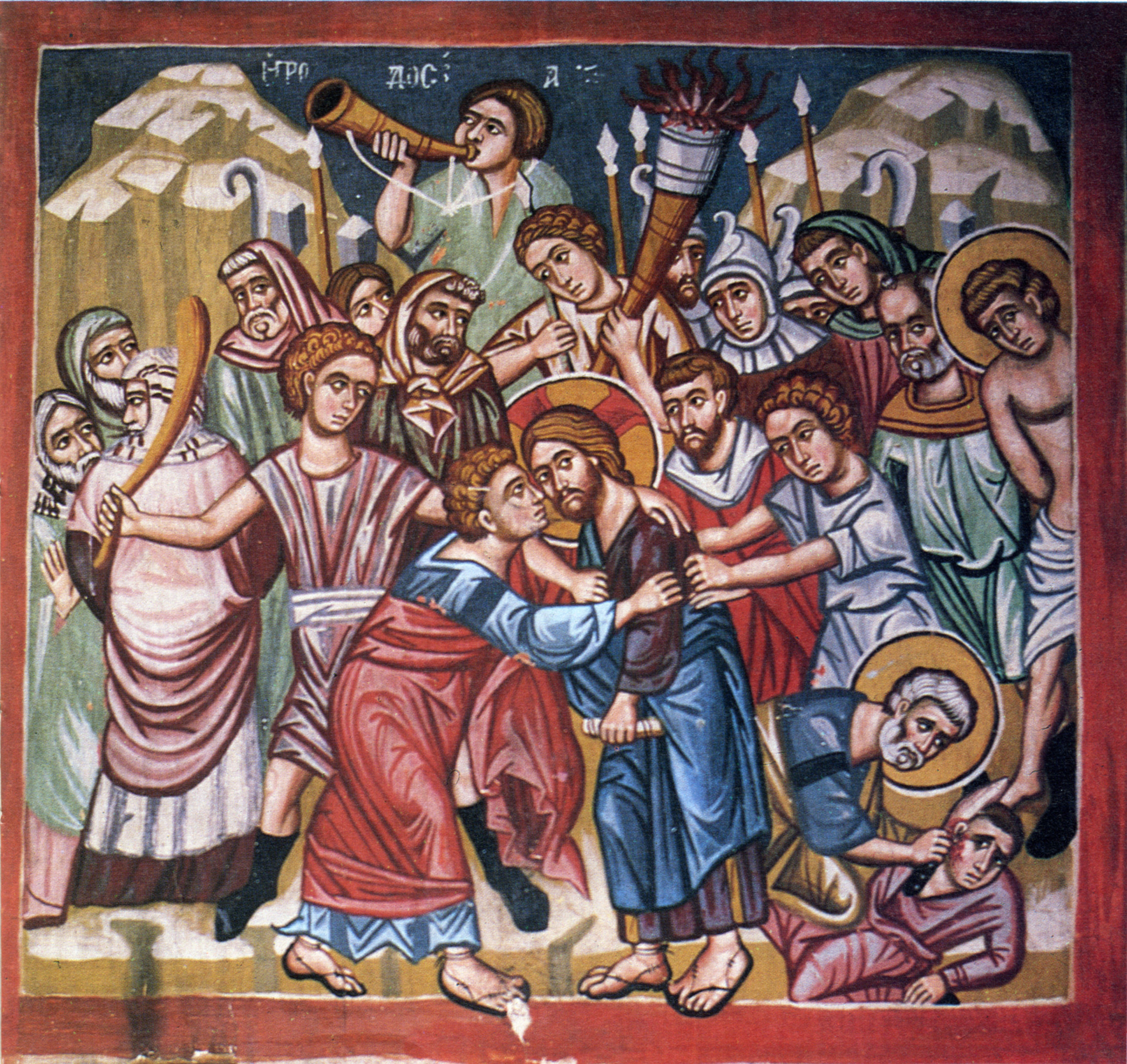
Le baiser de Judas, Église Sainte-Croix d'Agiasmáti (Chypre).

- Suzy Solidor : la chanson « Judas » (1952)
- Léo Ferré : la chanson « Judas » dans l'album Paris canaille (1953)
- Lucienne Delyle : la chanson « Judas » (1955)
- Judas Priest, groupe de heavy metal britannique fondé en 1969
- Eddy Mitchell : « Chanson de Judas » dans l'album Jésus-Christ Superstar (1972)
- Maxime le Forestier et Serge Reggiani : « Ballade pour un traitre » (1973)
- Helloween : la chanson « Judas » sur le maxi Judas (1986).
- Iron Maiden : la chanson « Judas Be My Guide » dans l'album Fear Of The Dark (1992)
- Depeche Mode : la chanson « Judas » dans l'album Songs of Faith and Devotion (1993)
- Guerilla Poubelle : la chanson « Mon rat s'appelle Judas » (Dégoût et des couleurs, 2003)
- Constance Verluca : la chanson « Judas » dans l'album Adieu Pony (2007)
- Metallica : le morceau « The Judas Kiss » dans l'album Death Magnetic (2008)
- The Verve : la chanson « Judas » dans l'album Forth (2008)
- Lady Gaga : la chanson « Judas » dans l'album Born This Way (2011)
- Walk the Moon : « Iscariot » dans l'album Walk the moon (2012)
- Rick Wakeman : l'instrumental « Judas Iscariote » dans l'album Criminal Record (1977)
- Lord of the Lost : l'album Judas du groupe de metal (2021)

### Cinéma
- De la crèche à la croix (1912), film muet de Sidney Olcott. Judas fut interprété par Robert G. Vignola.
- El beso de Judas (1954) film espagnol de Rafael Gil
- Charles Robert Carner, Judas, 2004
- National Geographic, L'évangile selon Judas, 2006
- Rabah Ameur-Zaïmeche, Histoire de Judas, 2015
- Judas apparaît dans les films consacrés à Jésus. Dans La Dernière Tentation du Christ (1988) de Martin Scorsese, adaptation fidèle du roman La Dernière Tentation de Níkos Kazantzákis, il est un disciple fidèle à qui Jésus demande de le livrer pour que s'accomplissent les Écritures. Cependant, le caractère négatif du personnage de Judas n'a pas totalement disparu, il est transféré sur le groupe auquel Judas appartenait à l'origine, celui des zélotes ; ces amis de Judas assassinent Lazare ressuscité, pour effacer les preuves de la divinité de Jésus ; les zélotes du film reprochent à Jésus de ne pas combattre le pouvoir colonial romain avec suffisamment de détermination.
- Marie Madeleine: Dans le film de 2018, Judas trahit Jésus afin de provoquer la sentence divine. Ce Judas est principalement motivé par la résurrection de sa famille qu'il a perdu à cause de la famine.

- The Chosen 

### Télévision
- Judas a-t-il trahi Jésus ? (2008), documentaire-fiction réalisé par Jean-Christophe de Revière et diffusé dans le cadre de l'émission Secrets d'Histoire sur France 2[54].

### Bande Dessinée
- Blake et Mortimer, La Malédiction des trente deniers, de Jean Van Hamme, René Sterne et Chantal De Spiegeleer d'après Edgar P. Jacobs.